# Dordogne (departament)
Dordogne (wymowaⓘ) – francuski departament położony w regionie Nowa Akwitania. Utworzony został podczas rewolucji francuskiej 4 marca 1790. Departament oznaczony jest liczbą 24. Jego nazwa pochodzi od przepływającej przez departament rzeki Dordogne. Ośrodkiem administracyjnym (prefekturą) i największym miastem departamentu jest Périgueux.
Według danych na rok 2006 liczba zamieszkującej departament ludności wynosi 404 052 os. (45 os./km²); powierzchnia departamentu to 9060 km².
W 2023 roku w skład departamentu wchodziły 503 gminy (lista).

## Miejscowości
Największe miejscowości departamentu (w nawiasach liczba ludności w 2021 roku):

- Périgueux (29 516)
- Bergerac (26 323)
- Boulazac Isle Manoire (10 697)
- Sarlat-la-Canéda (8812)
- Trélissac (7268)
- Coulounieix-Chamiers (7245)
- Terrasson-Lavilledieu (6261)
- Montpon-Ménestérol (5834)
- Saint-Astier (5320)
- Sanilhac (4674)
- Chancelade (4435)
- Bassillac-et-Auberoche (4363)
- Prigonrieux (4292)
- Ribérac (3828)
- Brantôme en Périgord (3721)
- Neuvic (3640)
- Marsac-sur-l’Isle (3143)
- Nontron (3041)
- Champcevinel (3029)
- La Roche-Chalais (3018)
- Lalinde (2881)
- Thiviers (2865)
- Mussidan (2776)
- Montignac-Lascaux (2759)
- Lamonzie-Saint-Martin (2741)
- La Force (2658)
- Le Bugue (2613)
- Eymet (2535)
- Port-Sainte-Foy-et-Ponchapt (2501)